# 向後啓介
向後 啓介（こうご けいすけ、1984年4月9日 - ）は日本の男性声優、俳優。千葉県出身。

## 人物
以前はY・M・O、ミディアルタ、アミュレート、劇団K-Showに所属していた。

## 出演作品

### テレビアニメ
2008年
- ヴァンパイア騎士（男子生徒）
- 遊☆戯☆王5D's（捜査官、囚人、収容者、部下、観客、警備員、係員、Dホイールの電子音声、浮浪者 他端役多数）

2010年
- 遊☆戯☆王5D's（ライトニング）

2011年
- 聖痕のクェイサーII（男子生徒）

### ゲーム
- 〜ボイスノベル〜追憶の向こう側（鷹宮京一郎）

### 舞台
- ミュージカル 天使の休日
- 劇団K-Show 恋焦がれて鯉のぼり（タンゴ）
- 劇団K-Show 気になる病は気から出たマコト（梅沢文雄）
- 劇団K-Show 改訂版 からすがなくからかえろう（菅三郎B）
- 劇団K-Show かかしのうた（鋤山大吾）
- 劇団K-Show クリスマスに苦しみます（ルドルフ）
- 劇団K-Show 今日の終電 明日の始発（ヤマヒコB）
- 劇団K-Show かりんとう（勇者アポロ）
- 劇団K-Show 神様のゆううつ～信仰心進行中～（再演）（ヤマシタ）
- 劇団K-Show こちら、幸せ放送局!（キスケ）
- ミュージカル 冒険者たち